# Asylet för Pauvres Honteux

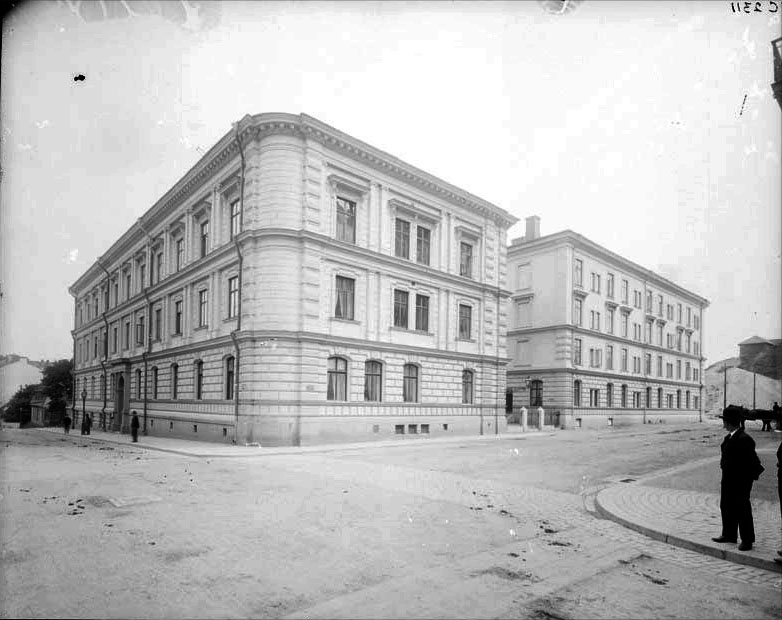
Asylet för Pauvres Honteux i hörnet av Surbrunnsgatan 45 och Hagagatan 2

Asylet för Pauvres Honteux, senare Hagahemmet, var ett ålderdomshem i Stockholm för fattiga kvinnor ur de högre samhällsklasserna. Det grundades 1863 på initiativ av grevinnan Charlotte von Schwerin. Inrättningen låg fram till slutet av 1950-talet i kvarteret Polstjärnan i Vasastan. Stiftelsen Sällskapet Vänner till pauvres honteux lever vidare och driver idag andra äldreboenden i Stockholm.

## Historik
Sällskapet Vänner till pauvres honteux bildades 1863 på initiativ av grevinnan Charlotte von Schwerin. Pauvres honteux är franska för blygsamma fattiga eller skamsna fattiga och betecknar ståndspersoner och tidigare välbeställda som hamnat på obestånd. Till en början hyrde man en våning på Luntmakargatan 7 med plats för 16 äldre kvinnor. Asylet var i det närmaste ett fattighus för kvinnor från de högre klasserna som på ålderns höst saknade försörjning och vilka inte såg sig kunna belasta den allmänna fattigvården. Mot en årlig avgift fick de här husrum och bränsle och snart även ett mål mat om dagen.
Intresset för inrättningen växte och donationer från bland annat Fredrika Bremer tillkom. 1865 beslöt styrelsen att inköpa den Fritziska sidenvävaregården (även känd som Hazeliushuset) vid Surbrunnsgatan 9 (45 med senare numrering), med plats för 28 damer.
Med hjälp av den förmögne kammarherren Wilhelm Alfred Benedicks testamente på 75000 riksdaler kunde man 1872 utvidga verksamheten genom en första nybyggnad på tomten. Den nya längan som ritats av arkitekten Gustaf Dahl, låg parallellt med Sveavägen och rymde 20 rum och kök varmed pensionärsantalet kunde ökas till 41.
Vårdbehovet fortsatte alltjämt att växa och efter en generös donation av författarinnan Rosaura Carlén lades 1885 grundstenen till en ny byggnad utmed Surbrunnsgatan och Hagagatan. Den innehöll femtiosex rum med sex kök jämte badrum och ritades av Fredrik Olaus Lindström. 1886 var antalet pensionärer på asylet 77 stycken.
År 1905 invigdes en sista nybyggnad på asylets egendom mot Odengatan. Denna ritades av arkitekten Axel Kumlien  och vid 1912 kunde asylen räkna 114 pensionärer och innehöll förutom ålderdomsavdelning även en sjukavdelning.

### Bilder från tidningen Idun, 1912[8]

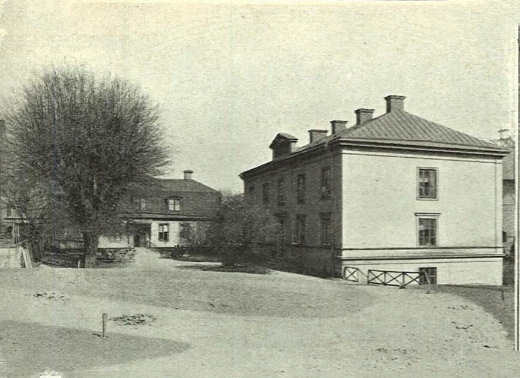
Fritziska- och Benedickska huset
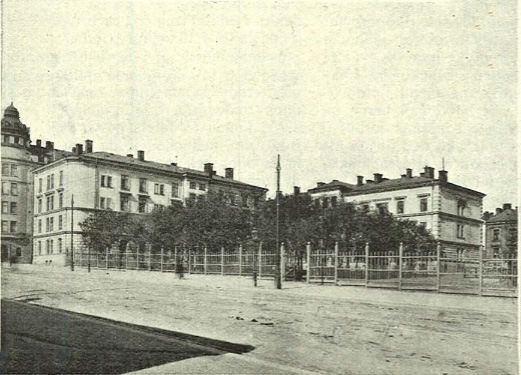
De nyare paviljongerna
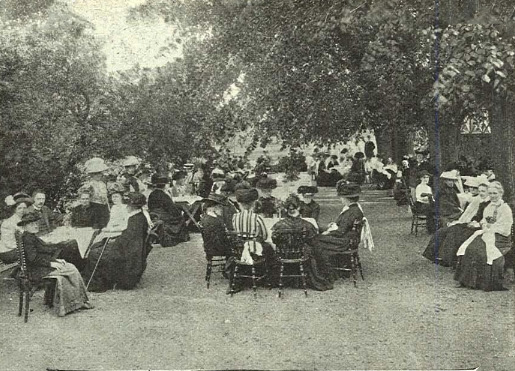
Festsamkväm i trädgården
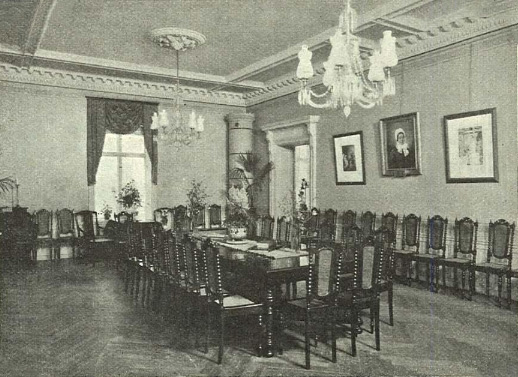
Samlingssalen

År 1924 gjordes en påbyggnad av Ragnar Hjorth. Genom en markförsäljning avyttrades det Benedickska huset, vilket revs, och medan Hazeliushuset skänktes och flyttades till Skansen. På platsen restes Metropol-Palais.
I slutet av 1950-talet revs de kvarvarande vårdbyggnaderna i kvarteret Polstjärnan och på platsen restes 1960-62 ett nytt kontorshus
Sällskapet Vänner till Pauvres Honteux (SVPH) lever vidare än i dag och driver äldreboenden i Nockeby och Fredhäll.